# Francavilla Bisio
Francavilla Bisio és un municipi situat al territori de la província d'Alessandria, a la regió del Piemont, (Itàlia). Limita amb els municipis de Basaluzzo, Capriata d'Orba, Gavi, Pasturana, San Cristoforo i Tassarolo. Pertanyen al municipi les frazioni de Bisio i Cascina della Signora.

## Galeria fotogràfica

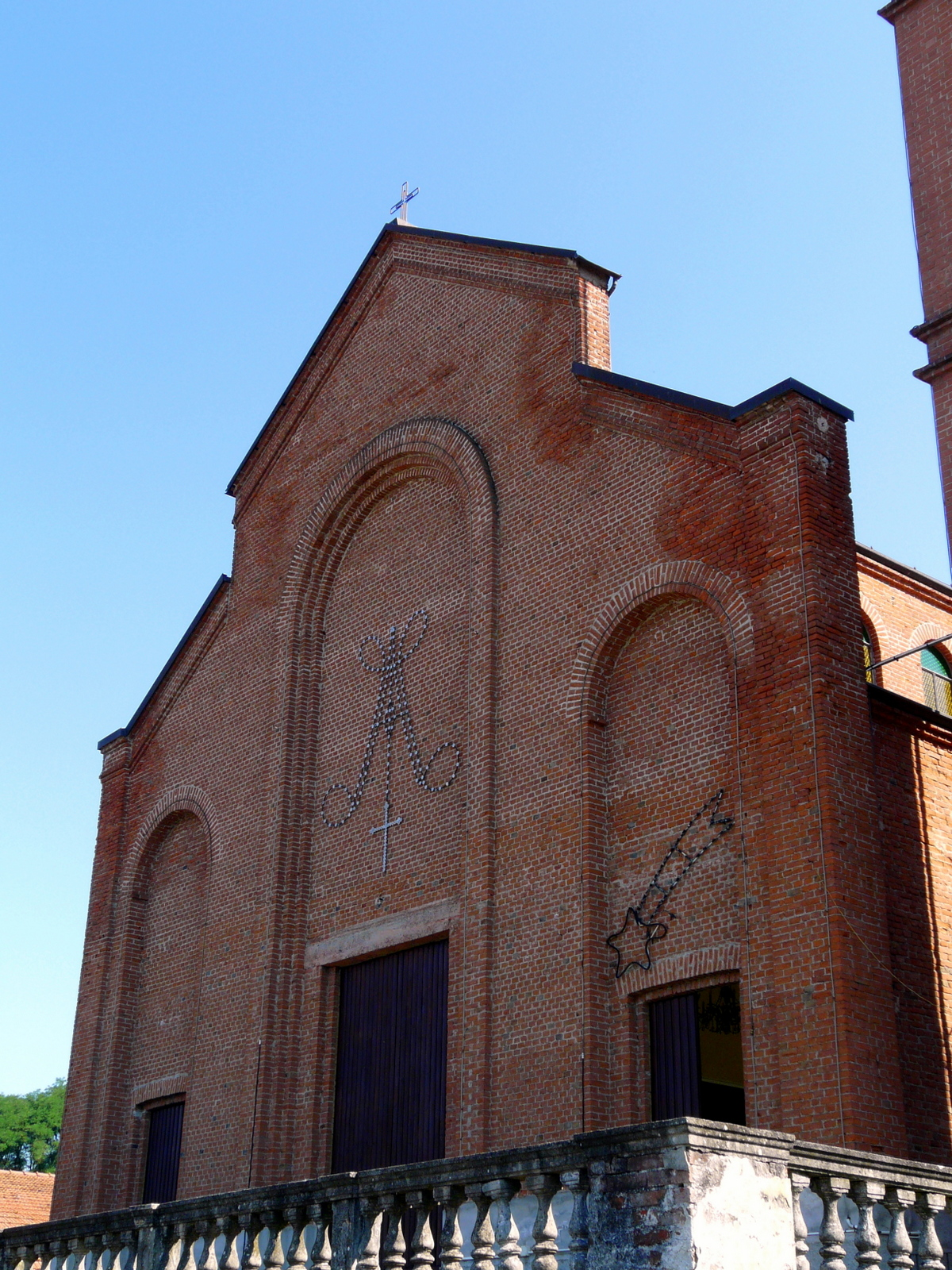
Església
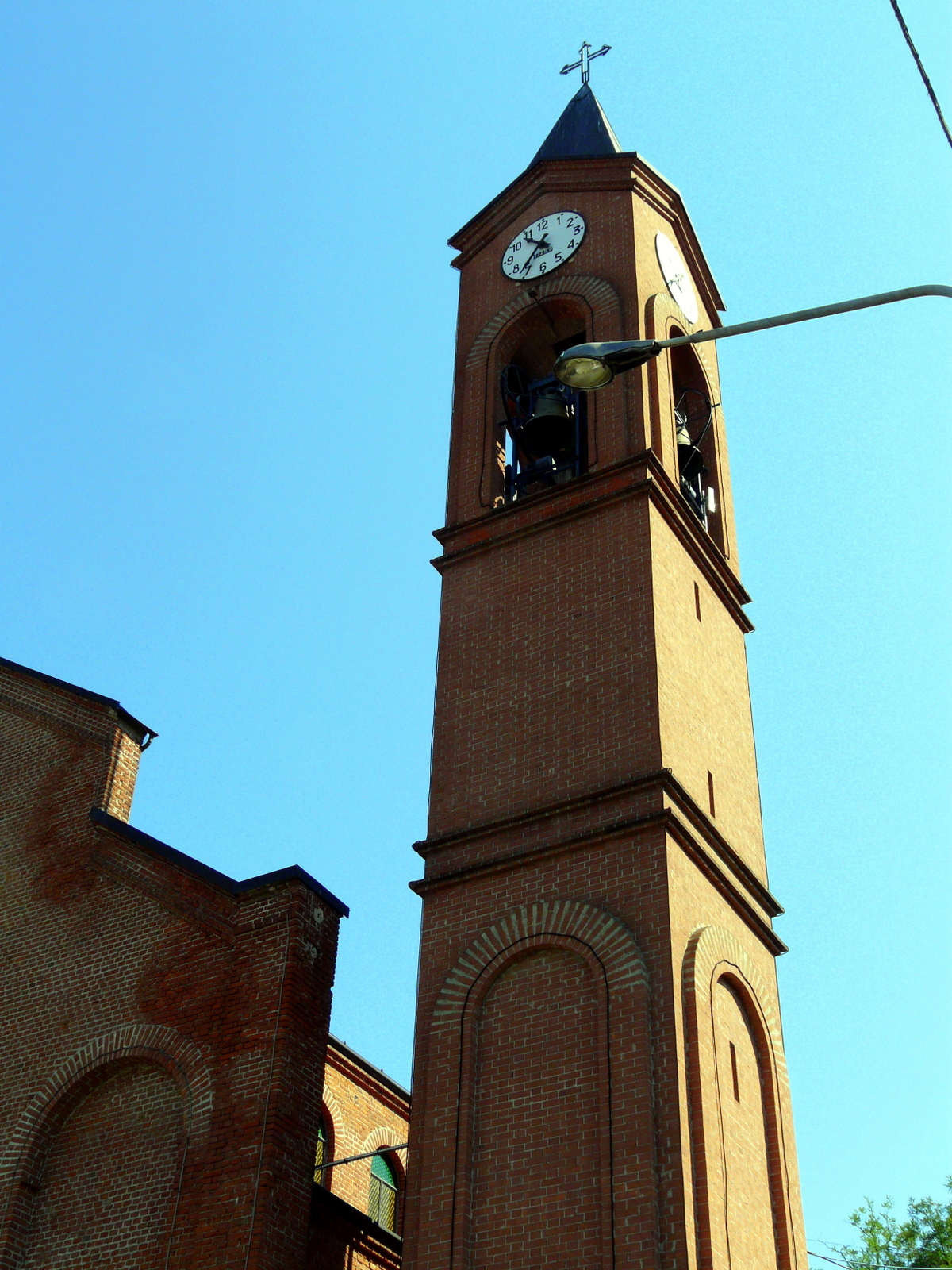
Campanar
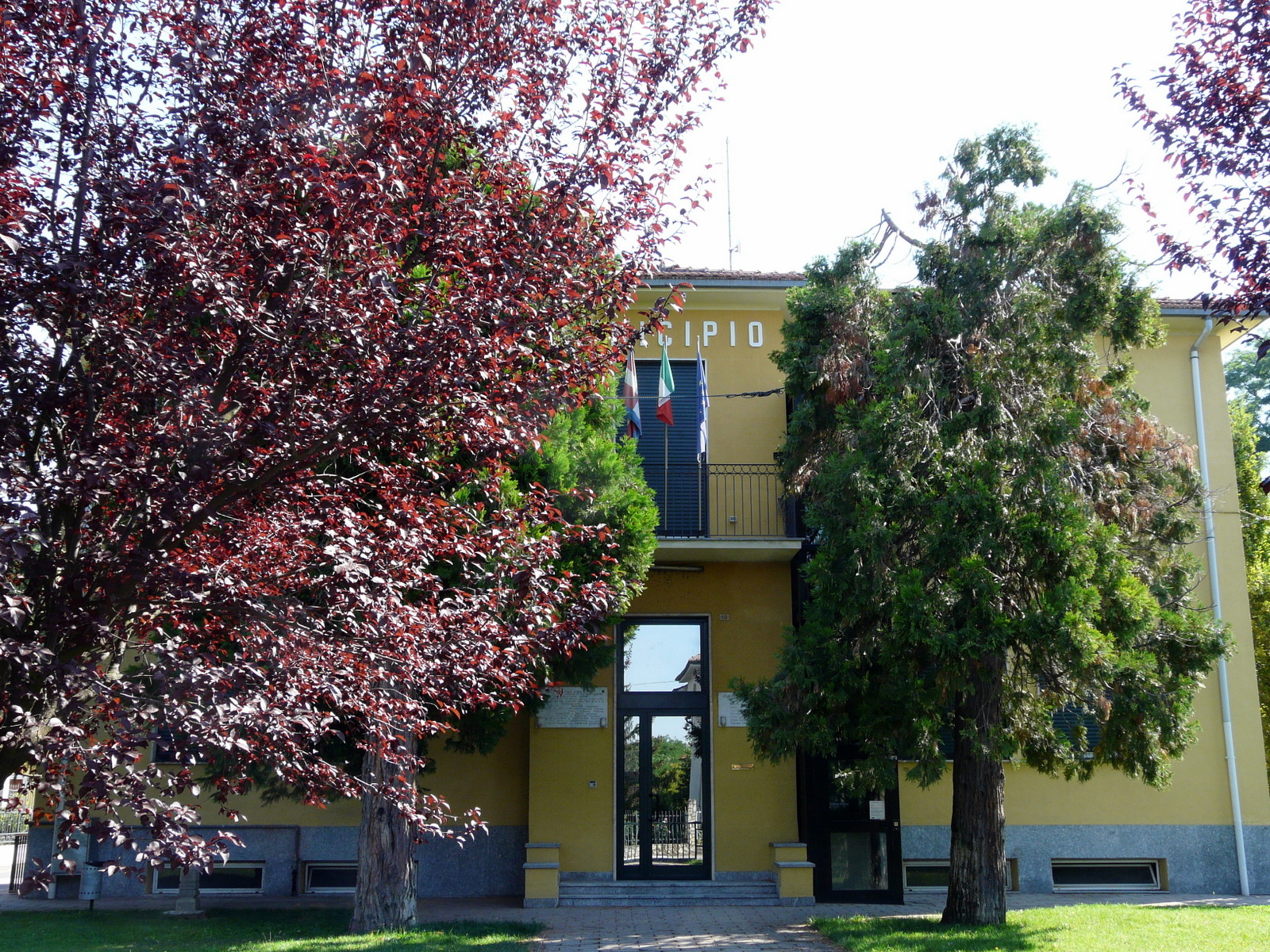
Ajuntament